# Witamina B12
Witamina B12, kobalamina – metaloorganiczny związek chemiczny zawierający kobalt jako atom centralny. W organizmach żywych pełni rolę regulatora produkcji erytrocytów (czerwonych ciałek krwi). Jej niedobór powoduje niedokrwistość. Zaliczana jest do witamin z grupy B, tj. rozpuszczalnych w wodzie prekursorów koenzymów.

## Rola w organizmie
Witamina B12 jest bardzo ważnym koenzymem w reakcjach metylacji w organizmie:
- metylacji homocysteiny do metioniny katalizowanej przez syntazę metioninową odtwarzając tym samym H4-folian z metylo-H4-folianu (ważny donor grup metylowych w syntezie puryn i metylacji DNA)

Schematyczne przedstawienie szlaku metabolicznego propionianu. Mutaza metylomalonylo-CoA wymaga koenzymu adenozylokobalaminy w celu przekształcenia L-metylomalonylo-CoA w sukcynylo-CoA. W przeciwnym razie gromadzi się kwas metylomalonowy, który może być między innymi markerem niedoboru witaminy B_{12}.

- konwersji metylomalonylo-CoA (pochodzącego z propionianu) do bursztynylo-CoA (metabolit cyklu Krebsa) katalizowanej przez mutazę metylomalonylo-CoA, co umożliwia wprowadzenie propionianu do cyklu przemian pirogronianu.

Powyższe reakcje istotne są w przemianach węglowodanów, białek, tłuszczów i w innych procesach. Uczestniczy także w wytwarzaniu czerwonych ciałek krwi, przeciwdziała niedokrwistości, umożliwia syntezę kwasów nukleinowych w komórkach, przede wszystkim szpiku kostnego; wpływa na funkcjonowanie układu nerwowego, uczestniczy w tworzeniu otoczki mielinowej ochraniającej komórki nerwowe i neuroprzekaźników nerwowych, zapewnia dobry nastrój, równowagę psychiczną, pomaga w uczeniu się, skupieniu uwagi; dzięki niej zmniejsza się poziom lipidów we krwi; wpływa na układ kostny, pobudza apetyt.

## Zapotrzebowanie
Zapotrzebowanie dorosłego człowieka na witaminę  B12 wynosi 2,4 μg na dobę. Kobiety w ciąży powinny spożywać 2,6 μg, natomiast kobiety karmiące piersią 2,8 μg witaminy na dobę. W organizmie zdrowego człowieka znajduje się w ilości ok. 3 mg, co pozwala na kilkuletnie pokrycie zapotrzebowania, więc jej brak w diecie przez pewien czas nie jest groźny dla zdrowia. Stężenie witaminy B12 w surowicy krwi wynosi 0,12-0,66 nmol/l. W niektórych chorobach wątroby jej stężenie wzrasta znacząco, do 2–15 nmol/l.

## Przyczyny niedoboru
Niedobory witaminy B12 w organizmie mogą wystąpić np. przy diecie wegańskiej bez suplementacji witaminy B12 lub w wyniku zaburzeń jej wchłaniania, np. w podeszłym wieku lub spowodowanego chorobami.

## Skutki nadmiaru
Witamina B12 nie jest toksyczna, jednakże przy stosowaniu przez dłuższy czas bardzo dużych dawek tej witaminy zaobserwowano u niektórych ludzi objawy uczuleniowe. Przy bardzo wysokich dawkach może również wystąpić krwotok z jam nosowych. Wydalana jest przez nerki, jej okres półtrwania w organizmie wynosi w przybliżeniu 6 dni (w wątrobie 400 dni).

## Źródła w pożywieniu
Witamina B12 produkowana jest głównie przez bakterie żyjące w układzie pokarmowym zwierząt. U człowieka powstaje w symbiozie z bakteriami układu pokarmowego. Następuje to dopiero w dystalnych częściach układu trawiennego, to jest w jelicie grubym. Ma to znaczące konsekwencje, gdyż w tej części jelit witaminy nie podlegają wchłanianiu i wszystko, co wyprodukują bakterie, zostaje wydalone wraz z kałem.
Witamina B12 występuje głównie w produktach pochodzenia zwierzęcego. Do źródeł witaminy B12 w pożywieniu człowieka należą produkty mięsne, ryby, jajka, mleko i jego przetwory, grzyby, np. boczniaki (0,6 μg/100 g s.m.), pieczarki (0,8 μg/100 g s.m.), shiitake (0,8 μg/100 g s.m.) oraz japońska sfermentowana czarna herbata (Batabata-cha). W witaminę tę często są wzbogacane płatki śniadaniowe. Wbrew wcześniejszym poglądom, glony nie zawierają witaminy B12, tylko jej analog strukturalny, który w przypadku człowieka jest nieprzyswajalny i może utrudniać wchłanianie właściwej witaminy. Produkty sojowe są wzbogacane w witaminę B12 w celu zapobiegania niedoborom tej witaminy u osób, które nie spożywają produktów odzwierzęcych (weganie). Stosuje się także suplementy diety.

## Podawanie pozajelitowe
Witaminę B12 stosuje się ze wskazań lekarskich i wyłącznie domięśniowo, podając głęboko w pośladek. Podanie bywa bolesne, można zmniejszyć ból poprzez bardzo wolne wstrzyknięcie. Plan leczenia jest zależny od wskazań lekarskich i nasilenia zaburzeń związanych z niedoborem witaminy w ustroju.

## Struktura chemiczna
Z chemicznego punktu widzenia witamina B12 jest złożonym związkiem kompleksowym, w którym centralny atom kobaltu na III stopniu utlenienia jest koordynowany do atomów azotu sprzężonych pierścieni pirolowych tworzących makrocykliczny układ korynowy (będący zredukowaną formą porfiny). Jedno wiązanie koordynacyjne azot-kobalt występuje prostopadle do płaszczyzny koryny. Drugie wiązanie prostopadłe do tej płaszczyzny jest labilne, tzn. mogą być w tym miejscu przyłączone różne ligandy, które stosunkowo łatwo się odrywają od całej cząsteczki. W pozycji tej może znajdować się grupa cyjankowa (cyjanokobalamina), metylowa (metylokobalamina, MeCbl), grupa hydroksylowa (hydroksykobalamina), cząsteczka wody (akwakobalamina) lub reszta 5'-deoksyadenozyny (adenozylokobalamina, AdoCbl). Znana jest także naturalna sulfitokobalamina (R = SO3) oraz szereg analogów syntetycznych z innymi grupami zawierającymi siarkę, grupami alkilowymi, grupą azotynową lub ligandami halogenkowymi. Cyjanokobalamina jest najbardziej stabilna i dlatego występuje ona w preparatach handlowych. W organizmie ulega ona szybkiemu przekształceniu do metylokobalaminy, która po wymianie na ligand 5'-deoksyadenozynowy staje się aktywnym biologicznie koenzymem-B12.

Wybrane formy witaminy B12
Wzór ogólny kobalamin
Cyjanokobalamina
Metylokobalamina
Hydroksykobalamina
Adenozylokobalamina

Kobalaminy zawierające wiązanie węgiel-kobalt, to unikatowe przykłady naturalnych związków metaloorganicznych. Strukturę przestrzenną witaminy B12 z trwałymi wiązaniami węgiel-metal rozwiązano za pomocą badań rentgenograficznych w 1956, za co Dorothy Crowfoot Hodgkin otrzymała Nagrodę Nobla z chemii w 1964.